# Ilona Koutny
Ilona Koutny (née le 1er mars 1953 à Budapest) est docteur en linguistique et espérantiste hongroise. Mariée à Zbigniew Galor, elle vit actuellement en Pologne, où elle guidait les études en interlinguistique à l’université Adam-Mickiewicz de Poznań. Cette dernière activité lui a valu d’être récompensée du titre d’espérantiste de l'année 2008, le prix Grabowski et le "diplomo de elstara agado" de UEA. Elle était membre de l’Académie d'espéranto.
Elle s'est longtemps occupée de linguistique computationnelle (elle a participé au projet de traduction de langues distribuée, de la synthèse de la parole et de CALL). Koutny a écrit de nombreuses études en linguistique, entre autres sur les relations entre la langue et la culture, la communication interculturelle, les problèmes lexicographiques. Elle est rédactrice en chef du dictionnaire hongrois-espéranto "Hungara-Esperanta Meza Vortaro" (1996) et de plusieurs dictionnaires thématiques, ainsi que d'une revue linguistique.